# Saltcoats (Scozia)
Saltcoats (in gaelico scozzese: Baile an t-Salainn) è una località balneare della Scozia sud-occidentale, facente parte dell'area amministrativa dell'Ayrshire Settentrionale (North Ayrshire) ed affacciata sul Firth of Clyde (inseanatura dell'Oceano Atlantico) e, più, precisamente di fronte alla baia di Irvine. Antico burgh, conta una popolazione di circa 12 000 abitanti; insieme alle vicine località di Ardrossan e Stevenston, forma quasi un tutt'uno noto come "le tre città".

## Etimologia
Nel toponimo Saltcoats si fa riferimento sia all'industria del sale (salt), che all'industria del carbone (coal).

## Geografia fisica

### Collocazione
Saltcoats si trova a nord-ovest di Kilmarnock, tra Ardrossan e Irvine (rispettivamente a sud-est della prima e a nord-ovest della seconda).

## Società

### Evoluzione demografica
Al censimento del 2011, Saltcoats contava una popolazione pari a 12 717 abitanti.
La località ha conosciuto un incremento demografico rispetto al 2011, quando contava 11 724 abitanti e al 1991, quando ne contava 11 865.

## Storia
Nel XII secolo ebbe l'inizio l'estrazione del carbone in loco, segnatamente per iniziativa dei monaci della vicina abbazia di Kilwinning.
Nel corso del XVI secolo, fu stabilita in loco da re Giacomo V l'industria del sale.
Nel 1528, fu concesso alla località lo status di burgh.
Nel XVII secolo, fu quindi creato il porticciolo, e, nel 1840, Saltcoats fu collegata da una ferrovia a Glasgow.
Nella metà del XIX secolo, il porto di Saltcoats iniziò a perdere d'importanza rispetto a quello di Ardrossan e, per questo motivo, venne costruito un porto più grande nel 1914.
Negli anni trenta del XX secolo, Saltcoats era diventata una delle località balneari preferite dagli abitanti di Glasgow.

## Sport
- Saltcoats Victoria Football Club - squadra di calcio[6]